# Getachew Demisse
Getachew Demisse est un athlète éthiopien.

## Carrière
Getachew Demisse remporte la médaille d'or du 20 kilomètres marche aux Championnats d'Afrique de 1993 et la médaille d'argent aux Championnats d'Afrique de 1998. Il est sextuple champion d'Éthiopie du 20 km marche, de 1993 à 1998.